# Zanthoxylum externum
Zanthoxylum externum är en vinruteväxtart som först beskrevs av Carl Skottsberg, och fick sitt nu gällande namn av Francis Raymond Fosberg. Zanthoxylum externum ingår i släktet Zanthoxylum och familjen vinruteväxter. Inga underarter finns listade i Catalogue of Life.